# Байгабилов, Хайрулла
Хайрулла Байгабилов (1912 год — 24 сентября 2004 год, Караганда) — директор Актастинской МТС Карагандинской области, Казахская ССР. Герой Социалистического Труда (1957).

## Биография
Родился в 1912 году в селе Иглик Кокчетавского уезда Акмолинской области.
Получил начальное образование. Окончил землеустроительный техникум. Работал землеустроителем в мелиоративной партии, старшим агрономом Майбалыкской МТС Северо-Казахстанской области.
С 1936 года проживал в Караганде, где работал в городском земельном отделе. Позднее отправлен на работу в МТС Шейтского района в селе Аксу-Аюлы.
С 1941 года — директор автотранспортного узла Атасуйской МТС Жанааркинского района и с 1945 года — директор Актастинской МТС Осакаровского района в селе Батпак.
Будучи директором МТС занимался строительством жилых и социально-культурных объектов в селе Батпак. При его руководстве были построены новые дома для рабочих, школа и сельский клуб. Во время освоения целины Осакаровский район сдал государству 18 миллионов пудов зерновых. Актастинская МТС показала наибольшие результаты по сбору зерновых в Осакаровском районе. Указом Президиума Верховного Совета СССР от 11 января 1957 года за особо выдающиеся успехи, достигнутые в работе по освоению целинных и залежных земель, и получение высокого урожая удостоен звания Героя Социалистического Труда с вручением ордена Ленина и золотой медали «Серп и Молот».
С 1958 года проживал в Караганде, где был назначен директоров треста колхозов Карагандинской области.
Скончался 24 сентября 2004 года в Караганде.